# Уимборн Минстър
Уимборн Минстър (на английски: Wimborne Minster), често наричан само Уимборн, е град в югоизточната част на област (графство) Дорсет, регион Югозападна Англия. Той е административен център на община Източен Дорсет. Населението на самия град към 2010 година е 6710 жители, а заедно с присъединения Коулхил, населението е 14 884 жители.
Името на града в превод означава „Църквата на Уимборн“ (Минстър е термин за манастирска църква или катедрала). Въпросният енорийски храм е главната забележителност на селището с уникалната си старинна архитектура и над 1000-годишна история.

## География
Уимборн Минстър е разположен по левия бряг на река Стоур. Крайбрежието към протока Ла Манш отстои на около 12 километра в направление юг-югоизток. Градът се е слял почти напълно със съседното енорийско селище Коулхил, ето защо в много статистически извадки те присъстват с общи данни за населението. В урбанистично отношение, Уимборн принадлежи към силно урбанизираната територия на югоизточен Дорсет, която с населението си от около 400 000 жители е 16-а по големина във Великобритания. Само тясна незастроена ивица земя разделя града от дефинираната агломерация Борнмът-Пул.

## Население
Долната таблица показва развитието на населението на Уимборн Минстър за период от приблизително един век. В данните не е отразено присъединеното селище Коулхил, което има население от около 7000 жители.
| Населението на Уимборн Минстър за периода 1921 – 2010 година |      |      |      |      |      |      |      |      |      |
| година                                                       | 1921 | 1931 | 1941 | 1961 | 1971 | 1981 | 1991 | 2001 | 2010 |
| население                                                    | 3740 | 4080 | 4490 | 4160 | 5000 | 5530 | 6200 | 6500 | 6710 |
| Население: 1921 – 2010                                       |      |      |      |      |      |      |      |      |      |